# Дёб
Дёб — река в России, протекает по Прилузскому району Республики Коми. Устье реки находится в 275 км по правому берегу реки Луза. Длина реки составляет 53 км.
Исток реки в таёжном массиве среди холмов Северных Увалов неподалёку от границ с Архангельской и Кировской областями в 25 км к юго-востоку от посёлка Широкий Прилук. Исток находится на водоразделе рек Юг и Вычегда, рядом находятся верховья Вохты. Генеральное направление течения — юг. Всё течение проходит по ненаселённому холмистому таёжному массиву. Впадает в Лузу выше села Спаспоруб. Ширина реки у устья 12-13 метров, скорость течения 0,5 м/с. Высота устья — 97,4 м над уровнем моря.

## Притоки
- река Ель (лв)
- река Юг (пр)
- река Вузья (лв)
- 20 км: река Малый Дёб (лв)
- река Ворог (пр)
- 33 км: река Егчан (в водном реестре Егчан-Ёль, лв)
- 36 км: река Дебыр (в водном реестре Дебыр-Ёль, лв)
- река Яким (пр)
- река Раковож (лв)

## Данные водного реестра
По данным государственного водного реестра России и геоинформационной системы водохозяйственного районирования территории РФ, подготовленной Федеральным агентством водных ресурсов:
- Бассейновый округ — Двинско-Печорский;
- Речной бассейн — Северная Двина;
- Речной подбассейн — Малая Северная Двина;
- Водохозяйственный участок — Юг;
- Код водного объекта — 03020100212103000012495.